# 29 novembre 1963
Le vendredi 29 novembre 1963 est le 333e jour de l'année 1963.

## Naissances
- Agata Karczmarek (morte le 18 juillet 2016), sauteuse en longueur et gymnaste polonaise
- Agnès Evein, créatrice de costumes de cinéma, TV, théâtre française
- Bernard Stamm, navigateur et skipper professionnel suisse
- Cécile Guilbert, essayiste, romancière, journaliste et critique française
- Emine Ülker Tarhan, juriste et femme politique turque
- Fabienne Boffin, judokate française
- Florian Koerner von Gustorf, producteur allemand
- Franck Krebs (mort le 8 février 2015), auteur d'ouvrages pour la jeunesse
- Ingo Weißenborn, escrimeur allemand
- Jean-Yves Charlier, chef d'entreprise belge
- Joris Van Hauthem (mort le 25 mars 2015), politicien belge
- Luís Martins, entraîneur portugais de football
- Mike Natyshak, joueur professionnel de hockey sur glace canadien
- Pascal-Raphaël Ambrogi, haut fonctionnaire et écrivain français
- Phillip D. Zamore, biologiste moléculaire américain
- Roberta Cordano, avocate américaine
- Rasaiah Parthipan (mort le 26 septembre 1987), révolutionnaire tamoul
- Will Downing, musicien américain

## Décès
- Étienne Balázs (né le 24 janvier 1905), sinologue français
- Charles Schnee (né le 6 août 1916), scénariste américain
- Egidio Seghi (né le 19 juin 1906), anti-fasciste, communiste et résistant italien
- Ernesto Lecuona (né le 6 août 1896), compositeur et pianiste cubain
- Lee Wallard (né le 7 septembre 1910), pilote automobile américain
- Marcel Hoden (né le 13 novembre 1888), journaliste et directeur de presse
- Robert McNair Wilson (né le 22 mai 1882), médecin, historien écossais, auteur de roman policier

## Événements
- Sortie des singles I Want to Hold Your Hand et This Boy
- Crash du vol 831 Trans-Canada Airlines
- Création de la Commission Warren
- Création de Europa Nostra, fédération européenne du patrimoine culturel